# Tereza Nvotová
Tereza Nvotová (* 22. ledna 1988, Trnava, Československo) je slovenská režisérka a herečka.

## Život
Nvotová vyrůstala v Bratislavě a jako malé dítě studovala dvojjazyčnou školu křesťanského Hnutí víry. V 16 letech se osamostatnila a odešla studovat gymnázium. Po jeho ukončení začala studovat na Fakultě humanitních studií Univerzity Karlovy a v roce 2008 byla na druhý pokus úspěšně přijata ke studiu na FAMU. V roce 2013 tam absolvovala dokumentaristiku o čtyři roky později režii hraného filmu se svým celovečerním debutem Špína.
Považuje se hlavně za režisérku, ale cestu umělecké kariéry zahájila jako herečka v několika TV inscenacích, pořadech a seriálech. Spolupracovala také s Českou televizí, HBO či RTVS na různých dokumentárních cyklech a dalších pořadech. Kromě toho byla moderátorkou a autorkou scénáře hudebního pořadu Knock Out na Óčku, který mapoval alternativní klubovou scénu.
Od studia na FAMU žije v České republice a aktuálně částečně taky v Americe, protože odtud pochádzí její manžel, herec Jacob Pitts (od 2020).

## Osobní život
Dcera herečky Anny Šiškové a divadelního i filmového režiséra Juraje Nvoty, nevlastní sestra herečky a zpěvačky Doroty Nvotové.

## Dílo

### Světlonoc(2022)
Nvotové poslední celovečerní hraný film Světlonoc (2022) vypráví příběh Šarloty vracející se do rodné vesnice ve slovenských horách, kde se stále věří na čarodějnice. Natáčen byl v obci Stankovany a v lesích Velké Fatry. Světlonoc vyhrála na filmovém festivalu v Locarnu cenu Zlatý leopard za nejlepší film v kategorii Současná kinematografie.
Scénář filmu napsala Nvotová spolu se scenáristkou Barborou Námerovou a mimo jiné v něm vycházeli i z knihy Tatiany Bužekové Nepřítel zevnitř: Nadpřirozená hrozba v lidské podobě.

### Špína(2017)
Film je o 17leté dívce Lene (hraje Dominika Morávková-Zeleníková), kterou u ní doma v Bratislavě znásilní její učitel matematiky (hraje Róbert Jakab). Špína vyšla asi půl roku před kampaní #MeToo a režisérka podle jejích slov čekala, že se film přirozeně stane součástí nějaké vlny. Hnutí se však nakonec do československých končin prakticky nedostalo.
Mezi reakcemi na film se objevila i recenze, ve které autor kritizoval, že je kinematografie přefeminizovaná. Nvotová se na to vyjádřila, že kinematografie na Slovensku ani zdaleka není genderově dostatečně zastoupena ženami. Filmové školy mají sice více absolventek než absolventů, ale filmařině se po studiu věnují dále hlavně muži. Podle Nvotové je to zřetelně vidět na filmových fondech, kde se o dotace ucházejí převážně filmy režírované muži.
Film Špína byl poprvé uveden na MFF v Rotterdamu a následně zaznamenal mezinárodní úspěch. Vyhrál několik cen, mezi nimi:
- Hlavní cena Zlatý Rys na Fest – Noví režiséři/Nový film v Esphinu (2017)
- Cena za nejlepší hraný film v sekci Meeting Point na MFF ve Valladolidu (2020)
- Cena za nejlepší film na FAMUFESTU (2017)
- Cena české filmové kritiky 2017 za nejlepší film
- Cena Innogy pro objav roku

### Mečiar(2017)
Mečiar je dokumentární snímek o bývalém slovenském politiku Vladimíru Mečiarovi a dopadech jeho politiky na slovenskou společnost i osobní život autorky. V době Sametové revoluce jí byl jeden rok. Film však neřeší jenom jednu etapu slovenských dějin, naopak, v archetypu osobnosti Mečiara je univerzální pro celý svět.

### Ježíš je normální(2008)
Dokument Ježíš je normální je režisérským debutem Nvotové natočen ještě před jejím studiem na FAMU. Režisérku k natočení inspirovala její zkušenost z vyrůstání v křesťanském hnutí. Jako malé dítě chodila do Školy budoucnosti, kde byla vychovávána americkými misionáři z Hnutí víry. O 10 let později, když jednoho dne procházela kolem pražského metra Anděl, na ni někdo zakřičel, že ji Ježíš miluje. Šlo o členy církve Triumfální centrum víry. Nvotová se zašla podívat na následující shromáždění církve a po dvou letech sledování této skupiny vznikl film, který otevírá složitou diskusi o hranicích svobody a manipulace a výchově dětí v kontroverzních křesťanských skupinách.

## Filmografie

### Herecká
- 2007 – Kuličky (Angela)
- 2008 – Malé oslavy (Agáta)
- 2009 – Tango s komármi (Tina Demanová)
- 2010 – Bludičky (Eva)
- 2011 – Alma (Marie)
- 2012 – Gympl s (r)učením omezeným (Isabela Kaplanová)
- 2014 – 10 pravidel jak sbalit holku (Marie)

### Režisérská
- 2009 – Ježíš je normální! (režie, scénář)
- 2009 – 4 díly TV pořadu Báječná léta bez opony[10]
- 2013 – Mečiar
- 2017 – Mečiar, the Lust for Power
- 2017 – Špína
- 2022 – Světlonoc